# Jakub Hromada
Jakub Hromada est un footballeur slovaque né le 25 mai 1996 à Košice. Il évolue au poste de milieu de terrain au Rapid Bucarest en prêt du Slavia Prague.

## Biographie

### En club
Jakub Hromada est joueur de la Sampdoria de 2015 à 2017,.
Il est prêté successivement lors de la saison 2015-2016 dans le club slovaque du FK Senica et lors de la saison 2016-2017 en Tchéquie au Viktoria Plzeň,.
En 2017, il rejoint le Slavia Prague. Il est Champion de Tchéquie en 2019 avec cette équipe,.
En 2020, Hromada est prêté au Slovan Liberec.
Depuis 2021, il évolue avec le Slavia Prague en première division tchèque. Il réalise avec le Slavia le doublé Coupe et Championnat 2020-2021. La même année, il atteint avec cette équipe les quarts de finale de la Ligue Europa, en étant éliminé par le club londonien d'Arsenal. 

### En équipe nationale
Avec les moins de 17 ans, il participe à la Coupe du monde des moins de 17 ans en 2013. Lors du mondial junior organisé aux Émirats arabes unis, il joue quatre matchs, en officiant comme capitaine. La Slovaquie s'incline en huitièmes de finale face à l'Uruguay.
International slovaque, il reçoit sa première sélection en équipe de Slovaquie lors d'un match de qualification pour la Coupe du monde 2022 contre la Russie le 30 mars 2021 (victoire 2-1),.
Il participe ensuite à l'Euro 2020, et dispute deux matchs de la phase de poules, contre la Pologne et contre l'Espagne. L'équipe slovaque est éliminée dès le premier tour de la compétition, avec une seule victoire et deux défaites.

## Palmarès
Slavia Prague
| - Championnat de Tchéquie (2) : - Champion : 2018-19 et 2020-21. - Coupe de Tchéquie (1) : - Vainqueur : 2020-21. |